# Die Stevens schlagen zurück
Die Stevens schlagen zurück (Originaltitel: The Even Stevens Movie) ist ein US-amerikanischer Fernsehfilm aus dem Jahr 2003. Er basiert auf der Disney-Fernsehserie Eben ein Stevens und bildet eine Fortsetzung zu dieser sowie ein Finale. Die Premiere fand am 13. Juni 2003 auf dem amerikanischen Disney Channel statt.

## Handlung
Louis Stevens unterbricht die Abschlussfeier seiner älteren Schwester Ren mit einem ferngesteuerten Beachball, der voller Konfetti sein soll, ohne zu wissen, dass sein Kumpel Beans ihn mit Spaghetti gefüllt hat, der auf den Sportlehrer der Schule, Coach Tugnut, fällt und explodiert. 
Währenddessen trennt sich Ren von ihrem Freund Gil und nimmt einen Job als Babysitterin für Beans an. Nachdem Ren und Louis sich gestritten und versehentlich einen Fremden namens Miles McDermott verletzt haben, überredet er die Familie Stevens und Beans, Urlaub zu machen. Dies ist das Set einer neuen Reality-TV-Show namens Family Fakeout. Es befindet sich auf der fiktiven Insel Mandelino, die in Wirklichkeit nur eine kurze Strecke vor der kalifornischen Küste liegt.
Die Familie wird von einem großen Ensemble von Schauspielern, die die Eingeborenen der Insel darstellen, begeistert empfangen, aber Louis zerstört versehentlich den heiligen Palast, in dem die Familie ihren Urlaub verbringen sollte, so dass die "Eingeborenen" sie von nun an meiden und die Familie gezwungen ist fortan alleine zu leben. Die Familie teilt sich in zwei Gruppen, die gegeneinander antreten. Beide Gruppen begegnen verschiedenen Situationen, beispielsweise dem Hunger und einem „Killereichhörnchen“. Ren sucht Trost bei einem Eingeborenen namens Mootai und sie verlieben sich ineinander. Mootai ist eigentlich ein Schauspieler namens Jason, der Ren nur verführen soll, um die Bewertungen zu verbessern, aber er ist wirklich an ihr interessiert und bringt es nicht fertig, mit ihr Schluss zu machen, obwohl es in seinem Drehbuch so vorgesehen ist. Die "einheimischen" Schauspieler improvisieren und entführen Jason mit der Behauptung, Louis habe sie verraten, woraufhin Ren auf Rache sinnt.
Louis’ bester Freund Twitty und Freundin Tawny kommen auf die Insel, um sie zu retten. Twitty wird von den Mitarbeitern der Show erwischt, aber er entkommt und schaltet die Ausrüstung aus, die die Stevens-Gruppen überwacht. Louis’ älterer Bruder Donnie findet Tawny, und die neu zusammengesetzte Familie kommt zusammen und erfährt die Wahrheit. Sie schließen sich mit Twitty und Tawny zusammen, um Ren davon abzuhalten, Louis zu töten, weil sie glaubt, dass er sie und ihren neuen Freund verkauft hat, nachdem er von einem Eingeborenen der Insel informiert wurde. Ren drängt ihn an eine Klippe und trotz der Proteste der Familie und von Miles, der ihr die Wahrheit sagt, stößt sie ihn in den offensichtlichen Tod, sehr zum Entsetzen der Zuschauer und Miles. Als Miles in Schuldgefühlen zusammenbricht, erscheint ein Hubschrauber aus einer anderen Reality-Show, Gotcha, und alle erfahren, dass Louis in Sicherheit ist und dass die Stevenses Miles ausgetrickst haben. Sie planten eine Scharade, um ihm das heimzuzahlen, was er ihnen angetan hatte. Lance LeBow, der Moderator der TV-Show „Gotcha“, informiert Miles, dass er aufgrund der Strapazen nicht länger Moderator seiner eigenen Show ist. Er wird dann von der Familie Stevens verjagt.
Louis sagt Ren, dass er es als seine Schwester liebt, sich mit ihr anzulegen, aber er würde niemals etwas tun, um sie zu verletzen. Er schlägt dann vor, dass sie eine Beziehung mit Jason auf dem Festland beginnt. Jason kommt und entschuldigt sich bei Ren, dass er sie so lange hingehalten habe, aber sie vergibt ihm und sagt, sie habe verstanden, er sei eben ein Schauspieler. Jason gesteht, dass er nicht schauspielerte und seine Gefühle real waren, als er ihr sagte, dass er sie liebte. Nachdem die Familie nach Hause zurückgekehrt ist und Beans auftaucht, um ihr Abendessen noch einmal zu stören, streiten sich Ren und Louis darüber, wer Beans ins Haus gelassen hat. Der Film endet damit, dass The Twitty-Stevens Connection „Dream Vacation“ singt.

## Synchronisation
Die deutsche Synchronisation entstand erst 2005 nach einem Dialogbuch und der Dialogregie von Henning Stegelmann.
| Rolle                          | Schauspieler           | Deutscher Sprecher   |
| ------------------------------ | ---------------------- | -------------------- |
| Louis Stevens                  | Shia LaBeouf           | Johannes Wolko       |
| Ren Stevens                    | Christy Carlson Romano | Andrea Wick          |
| Eileen Stevens                 | Donna Pescow           | Dagmar Heller        |
| Steve Stevens                  | Tom Virtue             | Michael Schwarzmaier |
| Donnie Stevens                 | Nick Spano             | Johannes Raspe       |
| Mootai / Jason Holdstead       | Josh Keaton            | Benedikt Weber       |
| Thomas Randall „Tom“ Gribalski | Fred Meyers            | Tobias Nath          |
| Chief Tuka                     | Keone Young            | Kai Taschner         |
| Coach Tugnut                   | Jim Wise               | Walter von Hauff     |
| Larry Beale                    | Eric „Ty“ Hodges       | Marcel Collé         |